# Thomas Schuler (Historiker, 1944)
Thomas Schuler (* 31. Juli 1944 in Ravensburg) ist ein deutscher Historiker. Von 1992 bis 2004 war er Direktor des Schloßbergmuseums Chemnitz.
Nach einem Studium der Fächer Geschichte, Kirchengeschichte, Kunstgeschichte und Theologie am Collegio Sant’Anselmo in Rom, an der Universität Münster sowie der Universität Tübingen war Schuler von 1975 bis 1986 als wissenschaftlicher Assistent an der Universität Bielefeld tätig. Dort wurde er 1979 zur Thematik Ungleiche Gastlichkeit – das karolingische Benediktinerkloster, seine Gäste und die christlich-monastische Norm promoviert. Anschließend übernahm er 1986 die Leitung des Stadtmuseums Tübingen, bevor er 1992 nach Chemnitz wechselte, wo er Direktor des Schlossbergmuseums wurde. In beiden Häusern war er maßgeblich an der Neukonzeption beteiligt. Seit 2004 ist er als freiberuflicher Museumsberater und Dozent tätig. Er ist Autor und Herausgeber diverser Monographien, Ausstellungskataloge und Aufsätze.
Er ist unter anderem Vorsitzender der Arbeiterwohlfahrt Chemnitz und Umgebung sowie Mitglied im internationalen Krisenstab des International Council of Museums.

## Veröffentlichungen (Auswahl)
- Familien im Mittelalter. In: Heinz Reif (Hrsg.): Die Familie in der Geschichte. Göttingen 1982, S. 28–60.

## Belege
1. ↑  Vademekum der Geschichtswissenschaften 1998/99 (3. Ausgabe)
2. ↑  Kurzbiografie Thomas Schuler, in: Stuart Jenks, Stephanie Marra: Internet-Handbuch Geschichte. Böhlau, 2001, S. 294. ISBN 978-3-8252-2255-0

| Personendaten    | Personendaten                                |
| ---------------- | -------------------------------------------- |
| NAME             | Schuler, Thomas                              |
| ALTERNATIVNAMEN  | Schuler, Thomas Michael (vollständiger Name) |
| KURZBESCHREIBUNG | deutscher Historiker und Museumsdirektor     |
| GEBURTSDATUM     | 31. Juli 1944                                |
| GEBURTSORT       | Ravensburg                                   |